# Dioscorea tenuis
Dioscorea tenuis är en enhjärtbladig växtart som beskrevs av Reinhard Gustav Paul Knuth. Dioscorea tenuis ingår i släktet Dioscorea och familjen Dioscoreaceae. Inga underarter finns listade i Catalogue of Life.